# Yet Another Setup Tool
In informatica YaST (Yet another Setup Tool) è uno strumento di configurazione di un ambiente Unix nato e utilizzato nelle distribuzioni Linux SUSE. Fa anche parte dello United Linux. YaST è un software libero disponibile sotto licenza GPL.
Gestisce l'installazione del sistema operativo e poi, utilizzato come centro di controllo, permette di intervenire in molti ambiti come: configurazione hardware, amministrazione di sistema, installazione di software, configurazione di rete, di server e altro.
Una caratteristica di YaST è la possibilità di essere utilizzato in diverse modalità grafiche (GTK, Qt) e in modalità testo (Ncurses).

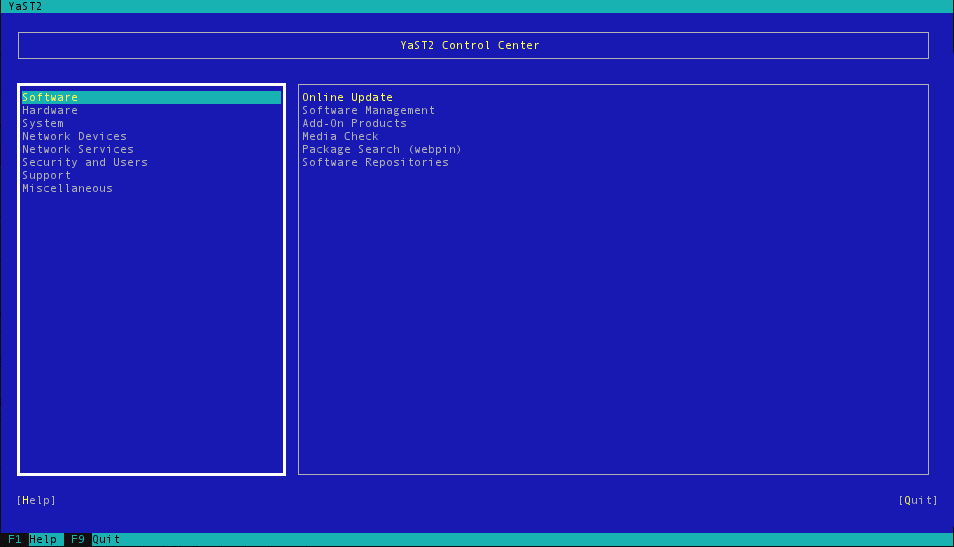
La schermata principale di YaST in modalità Ncurses

Inoltre, per quanto riguarda la gestione dell'installazione, è disponibile AutoYaST, un sistema per l'installazione automatica su uno o più sistemi senza l'intervento dell'utente. Le installazioni vengono eseguite utilizzando un file di controllo contenente le informazioni necessarie all'installazione e alla configurazione.

## Funzionalità
Presenta alcune sezioni in cui sono disponibili vari moduli, differenti a seconda del hardware e delle scelte di installazione.
Nella sezione Software si trovano i moduli:
- Aggiornamenti in linea: per scaricare gli aggiornamenti per il sistema
- Configurazione degli Aggiornamenti in linea: per definire le fonti degli aggiornamenti
- Gestione pacchetti: per installare e rimuovere pacchetti RPM
- Prodotti aggiuntivi: per gestire eventuali supporti installati oltre il CD/DVD di installazione
- Sorgenti di installazione: per definire i repository software (CD, DVD, rete, disco fisso, immagini ISO,...) da cui prelevare i pacchetti
- Verifica del supporto: per verificare l'integrità dei supporti CD e DVD.

Nella sezione Hardware è possibile scegliere tra:
- Informazioni sull'hardware: per analizzare approfonditamente e visualizzare le caratteristiche del computer
- Joystick
- Mappatura della tastiera
- Modello di mouse
- Scanner
- Scheda video e monitor
- Stampante
- Suono: per configurare la scheda audio.

Tutte le periferiche hardware, quando possibile, vengono automaticamente riconosciute e configurate.
La sezione Sistema offre la possibilità di configurare:
- Backup del sistema
- Boot Loader: per configurare il gestore dell'avvio del sistema
- Data e ora
- Editor dei runlevel: per configurare i servizi di sistema
- Editor per file /etc/sysconfig: per cambiare le impostazioni nei file di configurazione (per esperti)
- Gestore profili: per i profili SCPM
- Impostazioni del Kernel
- Lingua: per cambiare la lingua del sistema
- Partizionatore: per gestire le partizioni, RAID, LVM e file system cifrati
- Ripristino sistema: per ripristinare il sistema con file di backup precedentemente creati con il modulo preposto.

La sezione Dispositivi di rete comprende:
- DSL: per impostare una connessione DSL
- ISDN: per impostare una connessione ISDN
- Impostazioni di rete: per configurare le schede di rete, il nome host e il routing
- Modem: per configurare un modem analogico.

La sezione Servizi di rete prevede i moduli:
- Agente Mail Transfer
- Amministrazione remota (VNC)
- Appartenenza a un dominio Windows
- Browser LDAP
- Client Kerberos
- Client LDAP
- Client NFS
- Client NIS
- Configurazione di NTP
- Nome host: per assegnare nomi host e alias a indirizzi IP
- Proxy: per impostare l'utilizzo di un proxy globalmente
- Server Samba
- Servizi di rete (xinetd)
- ISCSI Initiator.

Nella sezione Novell AppArmor è possibile gestire il software di sicurezza AppArmor.
La sezione Sicurezza e utenti raccoglie i moduli:
- Firewall
- Gestione utenti e gruppi
- Sicurezza locale: offre una panoramica delle più importanti impostazioni di sicurezza
- Sudo.

La sezione Supporto contiene:
- Note di rilascio
- Registrazione supporto

Infine la sezione Varie:
- CD dei driver di altri produttori
- Mostra il log di avvio
- Mostra il log di sistema.

Altri moduli installabili consentono, per esempio, di gestire un dispositivo infrarossi, Squid, schede TV, lettori di impronte digitali.